# Esteban Gumucio Vives
Esteban Gumucio Vives (Santiago, Chile, 3 de septiembre de 1914-ibídem, 6 de mayo de 2001) fue un sacerdote católico chileno, perteneciente a la Congregación de los Sagrados Corazones (SS.CC). 
Aparte de su servicio sacerdotal, es poeta y escritor: ha escrito 6 libros, y además es el autor de los temas musicales católicos «Envíanos, Señor» y «Tres cosas tiene el amor», entre muchos otros.

## Biografía

### Primeros años y estudios
Esteban Gumucio Vives nació un 3 de septiembre de 1914, en la capital de Santiago, en Chile. Él era hijo del político chileno Rafael Gumucio Vergara y de Amalia Vives. 
Realizó sus estudios básicos y medios en el Colegio de los Sagrados Corazones de Santiago, en calle Alameda. Ingresó como novicio a la misma Congregación en 1932, adoptando el nombre de Esteban (puesto que fue bautizado e inscrito civilmente como Joaquín Benedicto). Una vez ya ordenado sacerdote, el 17 de diciembre de 1938, empezó a dedicar sus primeros años de ministerio a la educación, en los Colegios de los SS.CC. de Valparaíso y Viña del Mar. De 1947 a 1953 se desempeñó como superior provincial en Chile. Después de un tiempo en el Colegio de Santiago, es enviado a Los Perales como maestro de novicios: de 1956 a 1963.

### Servicio sacerdotal

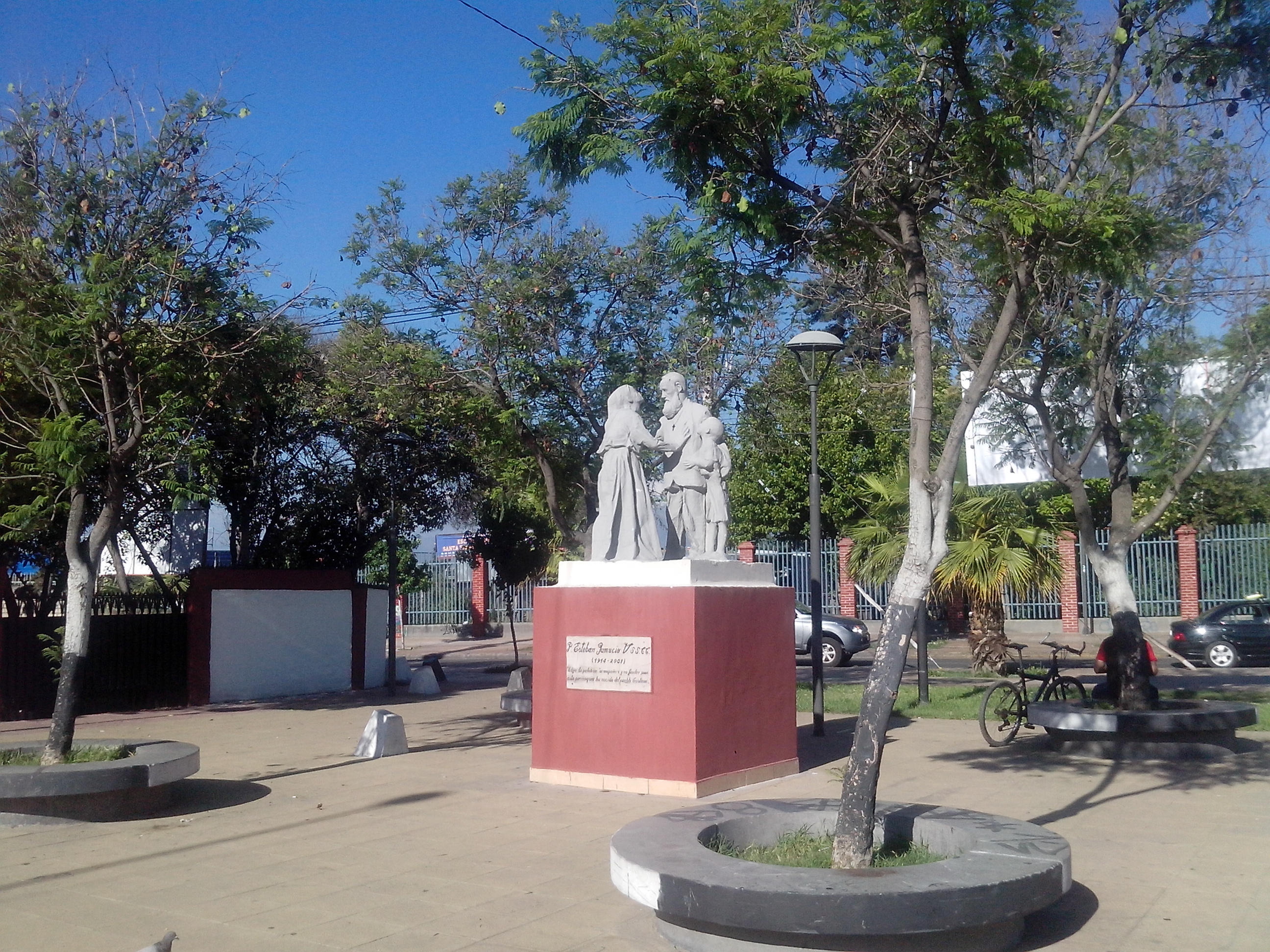
Estatua del Padre Esteban Gumucio Vives SS.CC, en la Parroquia San Pedro y San Pablo, en la comuna de La Granja, en Chile.

En 1964, Esteban volvió a Santiago, se trasladó allí y fundó en la población Joao Gulart, la Parroquia San Pedro y San Pablo, en la comuna de La Granja, de la que es su primer párroco. A partir de 1974, participa en el movimiento Encuentro Matrimonial. Entre 1977 y 1983 vuelve a servir como maestro de novicios, pero con residencia en la misma parroquia. En 1986 es enviado por cuatro años a la Parroquia San José, en la ciudad de La Unión, en la actual Región de Los Ríos. 
En 1990, regresa por tercera vez a la capital de Santiago, esta vez, para volver a vivir y servir en los sectores de las parroquias de San Pedro y San Pablo y Damián de Molokai hasta su muerte, el 6 de mayo de 2001. 

### Muerte
Durante el primer semestre de 2000, se le descubrió un tumor canceroso en el páncreas, causa por la cual, al año siguiente, al atardecer del 6 de mayo de 2001, Esteban fallece a la edad de 86 años, en Santiago. Enterrado inicialmente en el Cementerio Católico de Santiago, el 27 de septiembre de 2008 sus restos mortales fueron trasladados a la Parroquia San Pedro y San Pablo en La Granja, donde reposan desde entonces.
Actualmente, muchos sacerdotes de la Congregación han postulado apoyándose de inscritos en la red social Facebook y basándose en la gran labor creador y evangelizadora del sacerdote de los Sagrados Corazones

## Trabajo literario
A lo largo de toda su vida, Esteban desarrolló un placer oculto: la poesía. Por su eclesiástica humildad, él nunca reconoció su excelente trabajo literario, ni mucho menos se autodenominó escritor o poeta; aunque fueron sus colegas del Escolasticado de Los Perales quienes dieron vida a la incipiente pluma del sacerdote. Muchas de las canciones más emblemáticas que son cantadas en las eucaristías chilenas y latinoamericanas son letra de Esteban Gumucio; cabe destacar «Envíanos, Señor: Himno Misión Juvenil 2000» (más conocida como Misioneros del 2000), cantada en misas y en misiones de evangelización y servicio de los colegios de la congregación, «El Buen Samaritano» y «Tres cosas tiene el amor», cantadas en comuniones y entrada eucarística o la fúnebre y elocuente Camino del Viernes Santo, escrita como una alegoría a la pasión de Cristo. Un gran gestor de este proyecto lárico fue el musicalizador de poemas Andrés Opazo (también del Escolasticado de Los Perales)
Es también autor de los textos de la Cantata de los Derechos Humanos: Caín y Abel, presentada en la Catedral de Santiago en 1978 a raíz de un Simposio Internacional de Derechos Humanos organizado por el arzobispado de Santiago encabezado por el Cardenal Raúl Silva Henríquez y la Vicaria de la Solidaridad. En esta obra también participó en la composición musical Alejandro Guarello, en la declamación de los textos Roberto Parada y en la instrumentalización el Grupo Ortiga y el coro de Waldo Aránguiz.
Por otra parte, en ánimo de evangelización, Esteban escribió una serie de cartas y homilías, las cuales el sacerdote y periodista Enrique Moreno SS.CC. ha recopilado y editado con ayuda de la Fundación Coudrin. 
Los libros ya publicados son:
- Conversaciones con Esteban Gumucio
- Poemas
- Esteban Gumucio en la memoria de los suyos (escrito por Natacha Pavlovic)
- Cartas A Jesús
- Los Tiempos del Verbo Amar
- Bienaventurados los viejos
- Las Manos Heridas [3]

## Proceso de beatificación
Actualmente se desarrolla un proceso inicial de beatificación y canonización. El jueves 20 de mayo de 2010, el Cardenal Francisco Javier Errázuriz, en una ceremonia realizada en su residencia, dio partida a la Introducción de la Causa de Beatificación y Canonización del Padre Esteban Gumucio Vives SS.CC.
Además de firmarse el decreto, se constituyó el Tribunal delegado para la causa, que quedó formado por el padre Jaime Correa s.j. (juez); el padre Hans Kast, canciller de la Curia; Jaime Guzmán Astaburuaga, promotor de justicia y Patricia Abarca Aguad y Cristián Venegas Sierra, laicos ligados a la Congregación, que actuaron como notarios. El postulador es el cardenal arzobispo y el vicepostulador de la Causa es el padre Enrique Moreno ss.cc. (con quién vivió largos años de sacerdocio y es quien ha editado y publicado los escritos de Gumucio).
El 27 de enero de 2011, el arzobispo de Santiago Ricardo Ezzati clausura la investigación sobre su vida y envía los antecedentes a Roma, Italia. El Tribunal Eclesiástico delegado por el arzobispo cesa sus funciones, y finalmente el 5 de noviembre del mismo año la Congregación para la Causa de los Santos abre oficialmente la causa romana del Padre Esteban Gumucio y su postulador oficial en ese momento es el padre Alfred Bell, Postulador General de la Congregación de los Sagrados Corazones, con sede en la casa general en Roma. El año 2015 el cargo de Postulador General lo asumió el religioso David Ried ss.cc.